# 小叶粗叶木
小叶粗叶木（学名：Lasianthus microphyllus）为茜草科粗叶木属下的一个种。

## 扩展阅读
- 維基物種上的相關：小叶粗叶木